# Solenopsis daguerrei
Solenopsis daguerrei es una especie de hormigas parasitarias nativas de Argentina y Uruguay. Las reinas jóvenes de la especie invaden los nidos de otras especies, como la hormiga de fuego roja importada (Solenopsis invicta). Eso es posible por el hecho de que la reina S. daguerrei produce feromonas muy similares a las producidas por las reinas de la especie huésped. La joven reina encuentra una reina de la especie huésped y se engancha a ella, comiendo la comida destinada a la reina anfitriona y matándola lentamente. La reina S. daguerrei empieza entonces a poner huevos. Estas son atendidas por las hormigas anfitrionas, a veces preferentemente a su propia cría. S. daguerrei solo producen reinas virgen aladas y machos. No se necesitan trabajadores, ya que estos son proporcionados por la especie huésped. Las hormigas con alas vuelan para aparearse e invadir nuevas colonias.

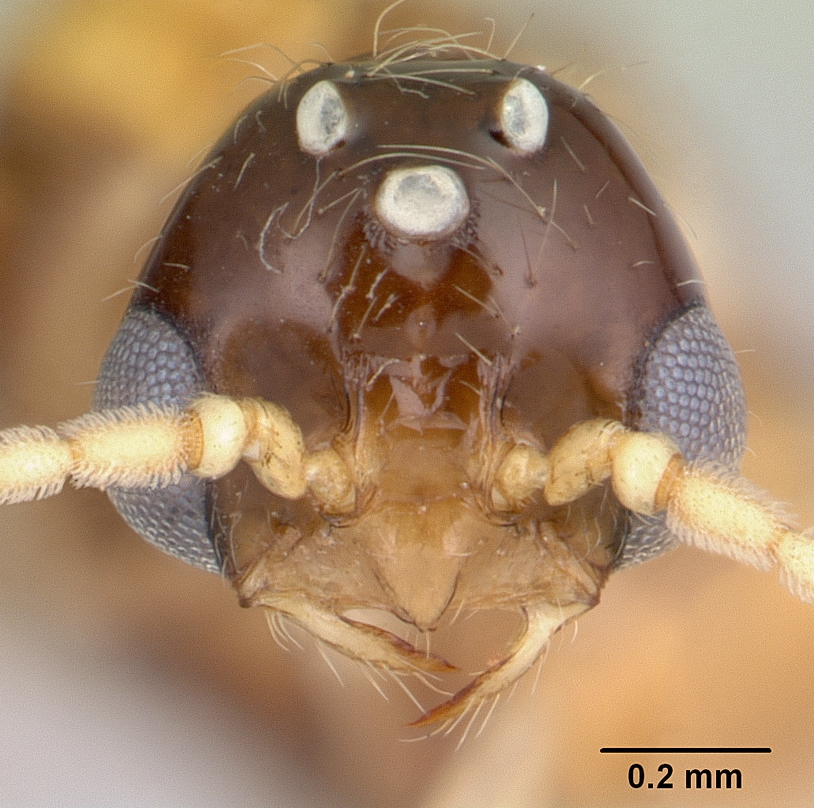
Solenopsis daguerrei

## Solenopsis daguerrei como control biológico
S. daguerrei está siendo considerado como un posible agente de control biológico para la hormiga de fuego roja importada (Solenopsis invicta) especie invasora en muchas partes del mundo. A partir de 2006, se está trabajando para encontrar métodos de criar a las hormigas en número suficiente para ser liberados en la naturaleza y así reducir las poblaciones de la hormiga de fuego roja importada. En su América del Sur natal alrededor del 1-4 % de las colonias de la hormiga de fuego roja importada están infestadas con S. daguerrei.